# Rodelschlitten

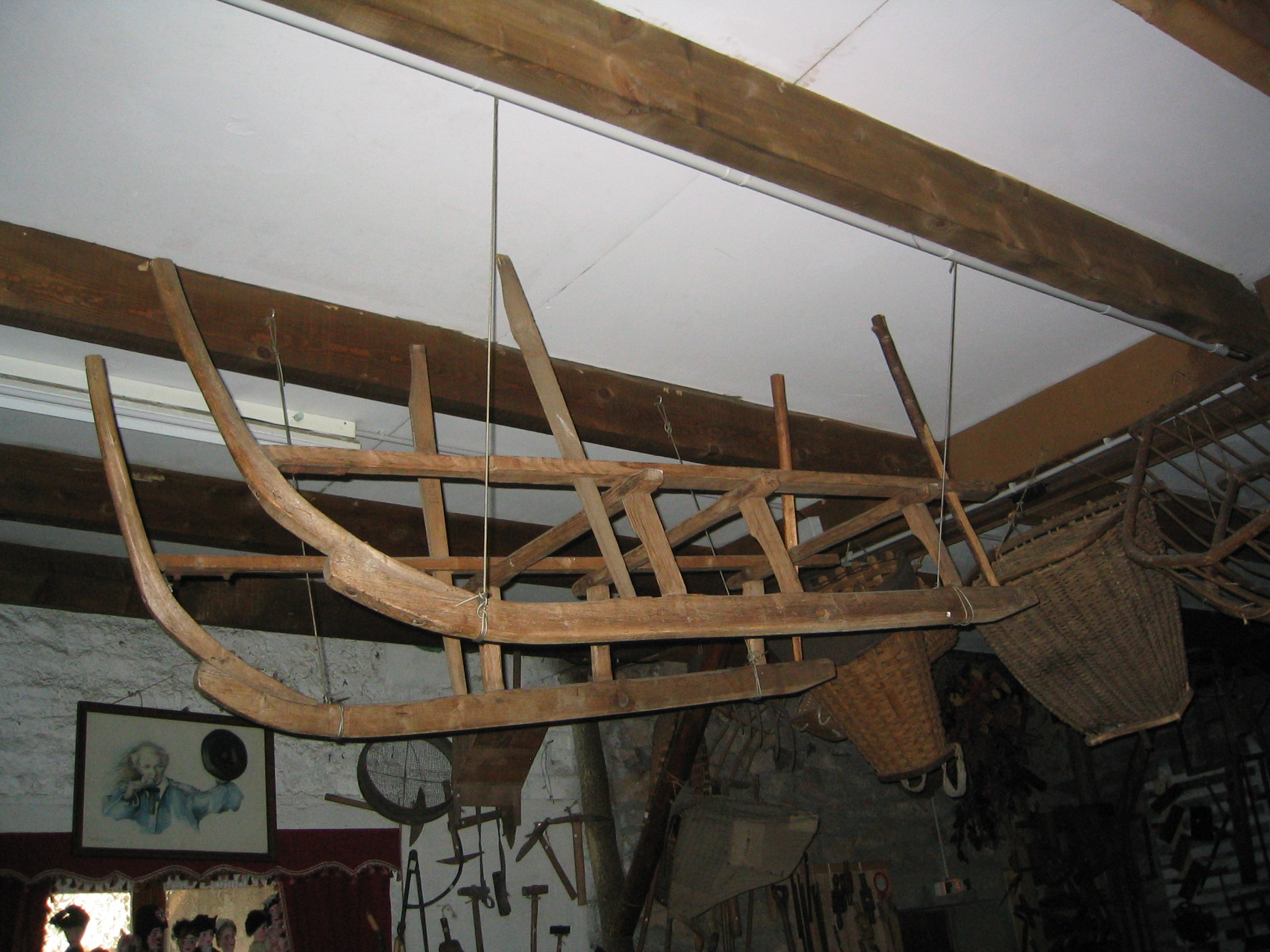
Historischer Hornschlitten

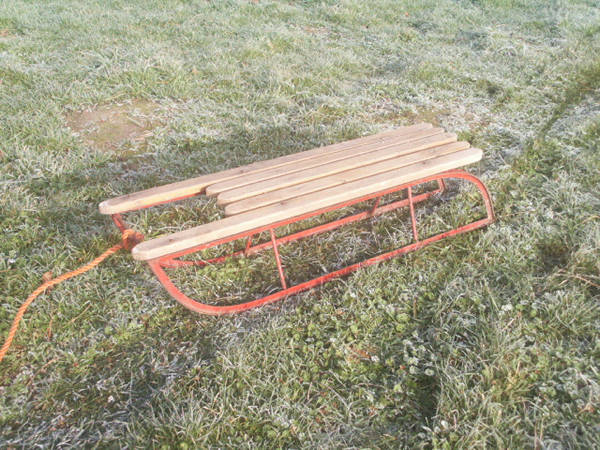
Klassischer Freizeitschlitten

Ein Rodelschlitten, kurz auch Rodel (in Österreich „die Rodel“) oder Schlitten, ist ein aus zwei Kufen und einem Gestell bestehendes Wintersportgerät zum Rodeln. Er wird verwendet, um einen Hang oder eine Rodelbahn hinabzugleiten, nachdem er zuvor durch Muskelkraft oder mithilfe eines Liftes in eine höhere Lage gezogen wurde. Da Rodelschlitten weniger Schnee als Skier brauchen, sind sie auch in Gegenden mit weniger Schneefällen weit verbreitet.
Der Rodel entwickelte sich als Freizeitgerät aus dem Ziehschlitten für den Heu- und Holztransport – das moderne Sportgerät ist der Rennrodel. Ein Rennrodel wird liegend gefahren, ein Tourenrodel hingegen sitzend.
Ein Rodelschlitten wird traditionell aus Eschen- oder Buchenholz mit eisenbeschlagenen Kufen hergestellt, wobei neuere auch aus Kunststoffen hergestellt werden. Er bietet meist für 1–2 Personen Platz und hat eine Schnur, an der er über flache Strecken gezogen werden kann. Der Rodel hat im Gegensatz zum Davoser Schlitten schräge eisenbeschlagene Kufen. Die Kufen des Davoser Schlittens liegen flach auf dem Untergrund auf, die des Rodels hingegen nur auf einer Kante. Die Kufen des Rodels sind in der Längsrichtung leicht gewölbt, in Kombination mit der verziehbaren Konstruktion des Rodels ermöglicht das dem Fahrer nur durch Gewichtsverlagerung und Beinarbeit am Rodel (Fußsohlen gegen den vorderen Rahmenbogen drücken: rechts drücken für linke Kurve und links drücken für rechte Kurve) diesen zu steuern; der Fahrer eines Davoser Schlittens hingegen muss die Füße gegen den Untergrund drücken, um den Schlitten zu navigieren (links aufdrücken für linke Kurve und rechts drücken für rechte Kurve). Der Rodel ist auch wesentlich schneller als der Davoser Schlitten.